# خلال

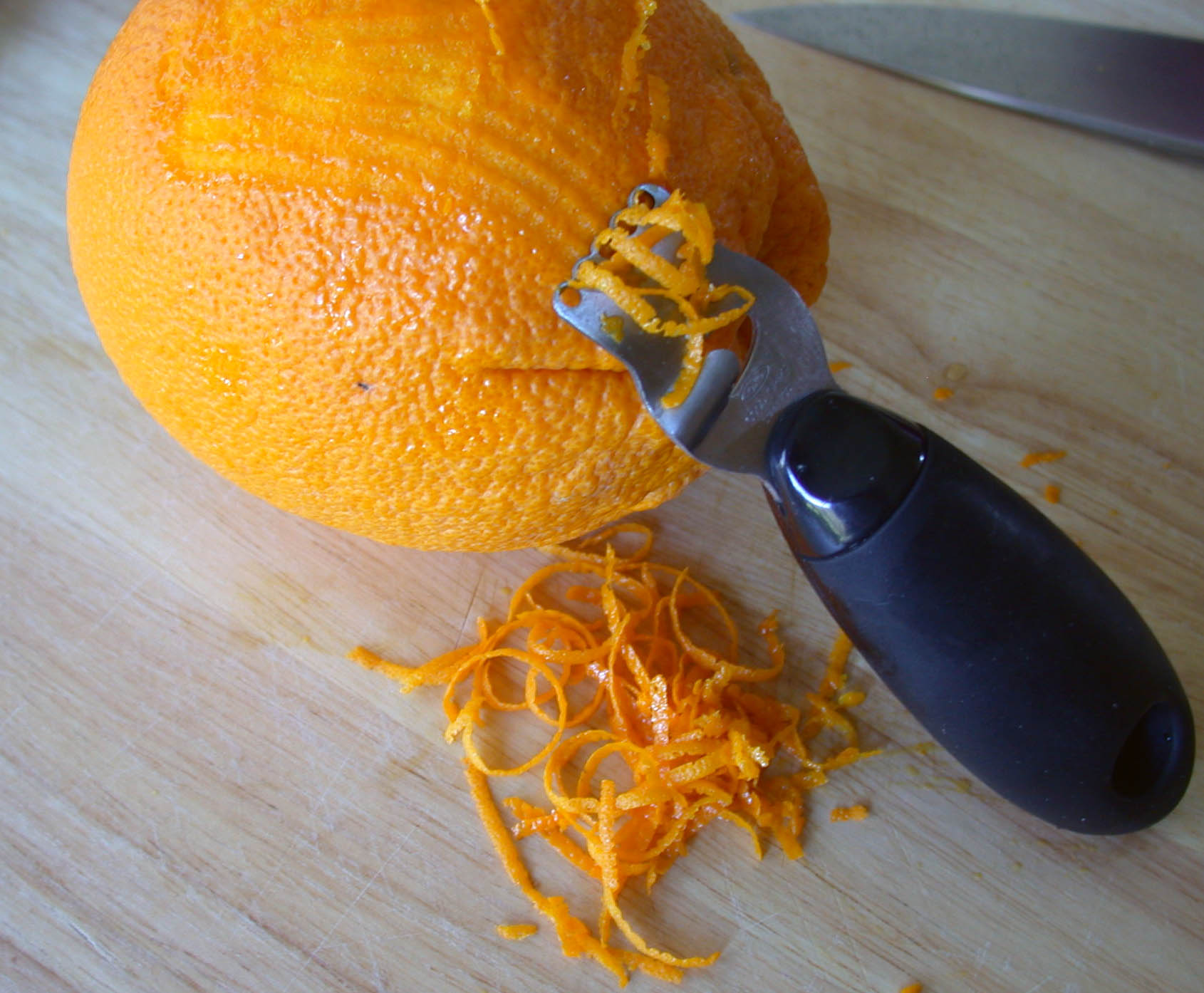
خلال کردن یک پرتقال با خلال‌کن.

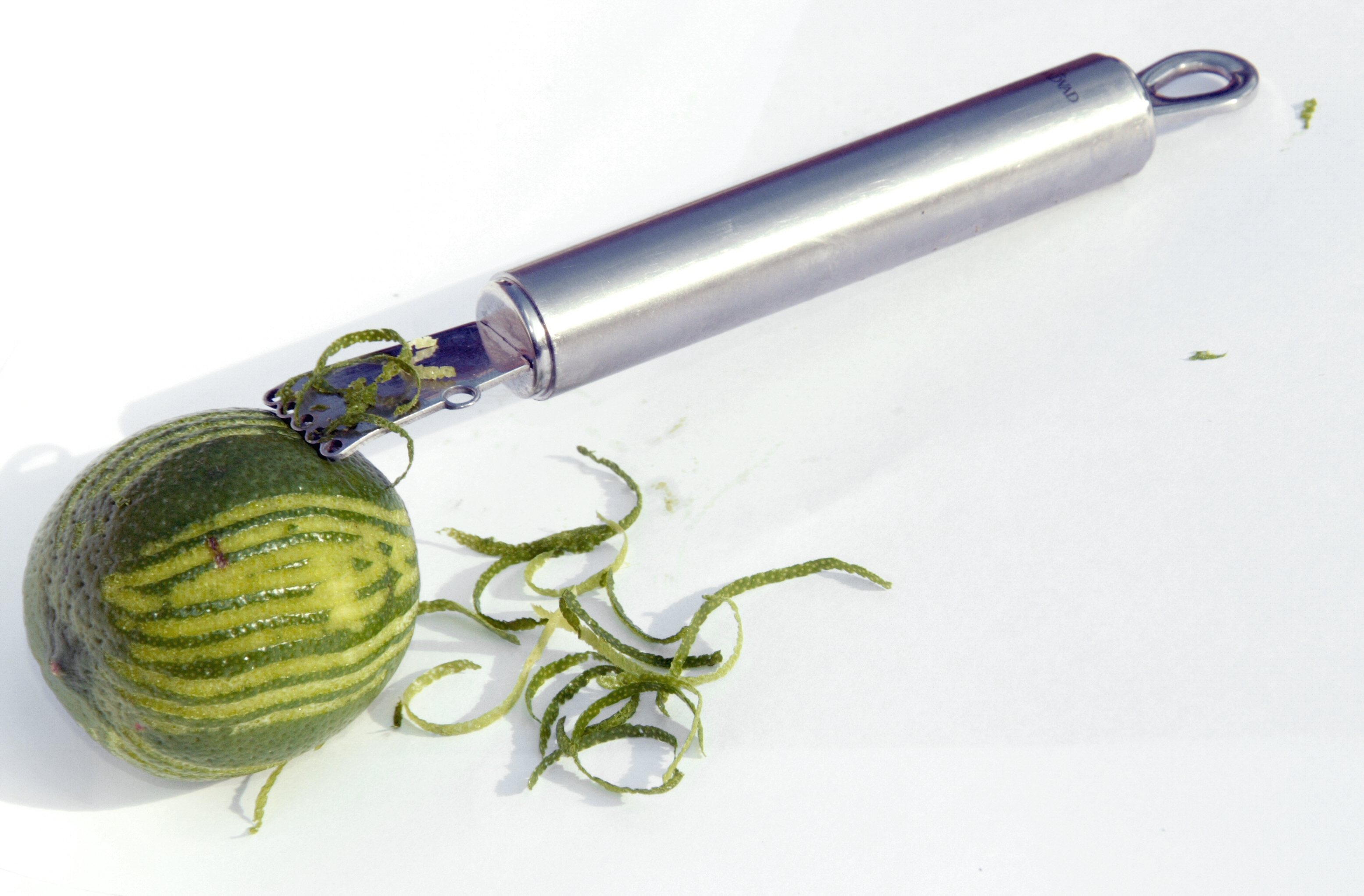
خلال کردن یک لیمو با خلال‌کن.

تراشهٔ پوست برخی میوه‌ها مانند پرتقال و نارنج یا برخی خشکبار مانند پسته و بادام را خَلال می‌گویند.
از خلال در آشپزی برای خوش‌طعم‌سازی مرباها، خورش‌ها و امثال آن استفاده می‌شود و در تهیه کوکتل‌های الکلی نیز با افزودن خلال به نوشیدنی طعم بیشتری می‌دهند.
در مورد مرکبات، معمولاً سعی می‌شود به هنگام خلال کردن پوست، بخش سفیدی زیر پوست کمتر وارد خلال شود زیرا این قسمت مقداری تلخی دارد.
برای خلال کردن از رنده یا خلال‌کن، یا کارد استفاده می‌شود.

## انواع

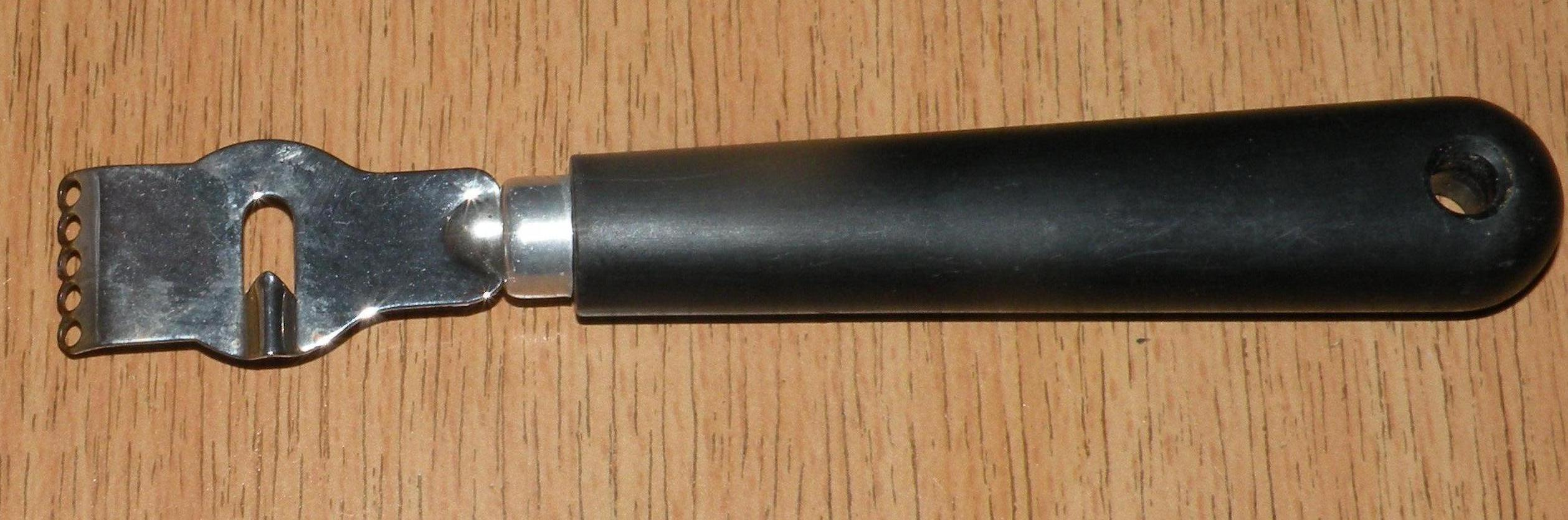
خلال‌کن.

در لغتنامه دهخدا در خصوص انواع خلال آمده‌است:
خلال بادام؛ بادام را هر سه پوست بازکنند و پس از تر نهادن یک شبانه‌روز به قطعات باریک و تنک به دراز برند و در نقل و گز و پلو و شله‌زرد و مطنجن و غیره کنند.
خلال پرتقال؛ پوست پرتقال به پاره‌های باریک کنند برای ساختن مربا.
خلال پسته؛ پستهٔ مقشر که به پاره‌های باریک کنند ریختن در خورش‌ها و امثال آن و شیرین پلو را.
خلال زردک (هویج، گزر)؛ زردک را به پاره‌های باریک کنند برای داخل کردن در خورش‌ها.
خلال نارنج؛ چون گوشت درون‌سوی پوست نارنج را بسترند و جزء برون سوی شفاف و تنک آنرا به اجزاء باریک (به پهنای دوهزار یک گز و کمتر و بیشتر) بدازا برند آنرا خلال نارنج نامند و آنرا پس از آنکه در دو یا سه آب شیرین بجوشانند و تلخی آن بگیرند در پلو، خورش، قیمه، آش، ماست و غیره کنند خوشمزگی و بوی را.
خلال نارنگی؛ بریده و ریزهٔ پوست نارنگی برای داخل کردن در خورش‌ها و ساختن مرباها.